# Programme Aggregative Contingent Estimation
 (mai 2020).
Le contenu est difficilement compréhensible vu les erreurs de traduction, qui sont peut-être dues à l'utilisation d'un logiciel de traduction automatique.
L'Aggregative Contingent Estimation (ACE) était un programme de l'Office of Incisive Analysis (OIA) dépendant de l'Intelligence Advanced Research Projects (IARPA),. Il s'est déroulé de juin 2010 à juin 2015.

## Historique
Ce programme a été annoncé le 30 juin 2010, son site Web financé le 15 juillet 2011 et le Good Judgment Project en juillet 2011. Il a été couvert par le Washington Post et Wired Magazine. Il s'est terminé fin 2015. Le responsable du programme était Jason Gaverick Matheny, futur directeur de l'IARPA.

## Objectifs et méthodes
Le site officiel indique que les objectifs d'ACE sont « d'améliorer considérablement l'exactitude, la précision et la rapidité des prédictions en matière de renseignement, pour un large éventail d'événements, grâce au développement de techniques avancées qui explicitent, pondèrent et combinent les jugements de nombreux analystes ». Le site Web affirme qu'ACE recherche des innovations techniques dans les domaines suivants : 
- élicitation efficace des jugements probabilistes, y compris des probabilités conditionnelles pour les événements contingents
- agrégation mathématique des jugements de nombreuses personnes, basée sur des facteurs tels que les performances passées, l'expertise, le style cognitif, la métaconnaissance et d'autres attributs prédictifs de l'exactitude
- représentation efficace des prévisions probabilistes agrégées et de leurs distributions.

Ce programme a financé de nombreuses recherches via des subventions.

## Partenaires
L'ACE a collaboré avec des partenaires qui se concurrençaient lors de tournois de pronostics. Le plus célèbre est le Good Judgment Project de Philip E. Tetlock et al., vainqueur d'un tournoi ACE 2013. ACE a également établi un partenariat avec l'entreprise Applied Research Associates pour créer le système d'estimation agrégés des contingences (ACES).
Les données d'ACE sont introduites dans un autre programme, appelé Forecasting Science and Technology (ForeST), en partenariat avec SciCast de l'Université George Mason.